# Villa Paudice
Villa Paudice è una delle ville vesuviane del Miglio d'oro; è locata a Napoli, nel quartiere di San Giovanni a Teduccio.
Quasi tutta l'architettura in questione risale al XVIII secolo, tranne la facciata che è riconducibile ai primi anni del Novecento. La villa è, insieme alla vicina villa Papa, quello che resta della villa Schisano, già citata dal Celano. Il prospetto principale si articola su tre livelli, col piano terra a bugnato e i due superiori scanditi in tre parti da lesene. L'atrio presenta una prima zona coperta con volta a botte, ed una zona più interna con volta ellittica.
La villa è riportata anche nella Mappa del Duca di Noja. Il suo giardino è stato espropriato in tempi recenti dal comune di Napoli per la costruzione di un edificio scolastico.